# Yolande
Yolande ist eine einaktige Oper des französischen Komponisten Albéric Magnard, der sowohl das Libretto als auch die Musik schrieb. Die Oper beschreibt die inneren und äußeren Kämpfe seiner Hauptfiguren Yolande und Robert um das gemeinsame Schicksal zwischen Verzweiflung und Zorn auf der einen Seite und religiöser Zuversicht auf der anderen Seite. Das Werk ist die erste von insgesamt drei Opern im Schaffen Magnards. Die ursprüngliche Fassung verbrannte 1914 zusammen mit ihrem Schöpfer und wurde 2018 in der rekonstruierten Fassung wieder aufgeführt.

## Handlung
Die Handlung vollzieht sich zur Zeit der Kreuzzüge im 12. Jahrhundert.
1. Szene. Yolande trauert um ihren Mann, der nach einem Kreuzzug vermisst wird. Ein Bericht, nach dem ein Schiff seiner Flotte im Sturm gesunken sei, lässt sie Roberts Tod vermuten. Ihre Verzweiflung bewegt sie im Spannungsverhältnis zwischen Todessehnsucht und Hoffnung, dass Robert, Krieger auf der einen Seite, zärtlicher Ehemann auf der anderen Seite, zu ihr zurückkommen werde. In ihrem Gottvertrauen blickt sie zuversichtlich in den nahenden Morgen.
2. Szene. Yolandes Amme Jeanne tritt auf. Jeanne sieht Yolandes von Sorgen gezeichnetes Gesicht und ihre verweinten Augen. Jeanne setzt an, sie zu trösten. Yolande singt vom Wandel, der mit dem Eintritts Roberts in ihr Leben geschah und von ihrer glücklichen Hochzeit. Jeanne bestärkt sie, ihrer Zuversicht und ihrem Glauben zu folgen. Krieger nähern sich; Jeanne erschrickt. Doch es stellt sich heraus, dass es die eigenen Soldaten sind, die vom Kreuzzug heimkehren, diejenigen Soldaten, mit denen Robert loszog.
3. Szene. Der totgeglaubte Robert ist Teil der Zurückkehrende. Yolande ist überglücklich, den Geliebten zu erblicken, kann dieses Glück aber nicht mit dem zurückliegenden Schmerz harmonisieren. Während der Chor der Ankunft wegen noch jubelt, stirbt sie. Robert kann ihren Tod nicht fassen und ruft den Kaplan, der sie doch noch retten möge.
4. Szene. Der Kaplan kann nur noch Yolandes Tod bestätigen und will mit Robert beten. Jeanne bemerkt, ihr Glück habe Yolande getötet. Robert zürnt seinem Schicksal und fragt, welche Strafe ihm im Tod Yolandes widerfährt. Er zürnt, die Übrigen fliehen.
5. Szene. Robert leidet. Er fragt, was ihn nun davon abhalten solle, ebenfalls zu sterben.
6. Szene. Der Chor singt in einem sphärischen Choral von der Gnade. Yolande wird für einen Moment lebendig. In einer Mittlerrolle zwischen Gott und Roberts spricht sie. Roberts Zorn gegenüber Gott hat nicht dazu geführt, dass dieser sich abwendet, sondern seine Gnade erlaubt es Robert, einen letzten irdischen Kontakt zu Yolande zu haben. Er solle sein Zürnen gegen Gott bereuen. Yolande verabschiedet sich in einem letzten Liebesschwur und stellt ihm in Aussicht, dass beide einander nach Roberts Tod wiedersehen und vereint sein werden.
7. Szene. Robert bereut in einem Prozess innerer Reinigung und richtet sich an Gott, dass er ihm vergeben möge. Die Oper endet mit Roberts Bitte, Yolande solle für ihn beten.

## Musik
Die Oper ist durchkomponiert und folgt an vielen Stellen der Ästhetik Wagners, in seinen Chorälen auch derjenigen Anton Bruckners. Damit ist Yolande typisch für das Schaffen Magnards fern impressionistischer Klänge. Polyrhythmische und polyharmonische Abschnitte sind eng an die jeweiligen Affekte des Librettos gekoppelt. Die Vielschichtigkeit der Musik bildet sich auch in der Orchestrierung Magnards und seiner hohen Anforderungen an die ausführenden Musik ab:

« La partition, qui présente de grandes difficultés d’exécution, a été minutieusement travaillée sous la direction de M. Flon, et tout fait présager une soirée de haute saveur artistique. »

„Die Partitur, die mit großen Schwierigkeiten bei der Ausführung verbunden ist, wurde akribisch ausgearbeitet. Unter der Leitung von Herrn Flon und allen steht ein Abend mit hohem künstlerischem Flair bevor.“

Lars Straehler-Pohls Orchestrierung von 2018 schreibt einen, analog zu der Sinfonik und zu den übrigen – wenigstens teilweise – erhaltenen Opern romantischen Orchesterapparat, bestehend aus Flöten, Oboen, Klarinetten (auch Bassklarinette), Fagotti, Hörnern, Trompeten, Posaunen (auch Tuba), sowie Streichern, Schlagwerk und Harfe vor.

## Werkgeschichte

### Entstehung
Die Arbeit an Yolande kann entsprechend Magnards Doppelfunktion als Librettist und Komponist in zwei Abschnitte eingeteilt werden. Von September 1888 bis März 1889 arbeitete er primär am Libretto und widmete sich der Komposition zwischen März 1890 und Oktober 1891. Parallel zu Yolande, seinem Opus 5 arbeitet Magnard zwischen 1889 und 1890 an seiner Sinfonie Nr. 1, op.4. Gewidmet ist das frühe Werk dem Komponisten und Freund Magnards Augustin Savard.

### Rezeption
Die Uraufführung fand am 27. Dezember 1892 im Théâtre de la Monnaie in Brüssel unter der musikalischen Leitung von Philippe Flon und der Regie von Gravier statt. Das Werk fand positive Resonanz:

« C’est un très pur joyau d’art que cette partition d’Yolande dont le Théâtre de la Monnaie nous offrait mardi la primeur. Joyau ciselé avec amour par un artiste d’une probité rare et d’un goût sûr, à la main déjà experte, à l’esprit mûri par un labeur silencieux et concentré. »

„Es ist ein reines Juwel der Kunst, diese Partitur von Yolande, die am Dienstag am Théâtre de la Monnaie ihre Premiere hatte. Ein Juwel, das mit Liebe von einem Künstler von seltener Redlichkeit und Geschmack geschaffen wurde; von Expertenhand, im Geist gereift durch stille und konzentrierte Arbeit.“

Viele weitere Aufführungen lassen sich im 20. Jahrhundert nicht nachweisen. 1914 wurde das Schicksal der Oper wie das ihres Schöpfers besiegelt. Stimmen und Partituren verbrannten zusammen mit Magnard auf seinem Anwesen in Baron. Der erhalten gebliebene Klavierauszug bildet die Grundlage für die Neu-Orchestrierung von Lars Straehler-Pohl und deren Uraufführung in Berlin im Herbst 2018, in deren Rahmen das Libretto von Bernd Matzner ins Deutsche übertragen wurde.